# 마델레이네 마르틴
마델레이네 마르틴(Madeleine Martin, 1991년 8월 20일 ~ )은 스웨덴의 배우이다. DJ 아비치의 곡 "Addicted To You" 뮤직비디오에 헤다 스타인스테트와 함께 출연했다.